# عبد الله الوشلي
عبد الله بن قاسم بن إسماعيل الوشلي عالم ديني ، ولد بمدينة الزيدية محافظة الحديدة في 7 محرم سنة 1369 هـ، الموافق سنة 1949م. تلقى التعليم الأولي في الكتّاب ثم واصل التعليم في مسجد الشيخ صائم الدهر بمدينة الزيدية على مشائخ وعلماء أجلاء على الطريقة القديمة في العلوم الشرعية والعربية، ثم واصل الدراسة بالأسلوب المعاصر في الجامعة الإسلامية بالمدينة المنورة حيث أخذ الإجازة العالية (ليسانس) من الجامعة بامتياز مع درجة الشرف .
واصل الدراسة بالباكستان حيث حصل على شهادة الماجستير من جامعة البنجاب بالباكستان بتقدير جيد جدا. التحق بالجامعة الإسلامية بأم درمان (السودان) لنيل درجة الدكتوراة حيث حصل عليها بأعلى تقدير تعطيه الجامعة.
التحق بأعضاء هيئة التدريس بجامعة صنعاء، حيث يعمل الآن أستاذاً مشاركاً في الدراسات الإسلامية. عمل رئيساً لقسم الدراسات الإسلامية بكلية التربية جامعة صنعاء (سابقا). عمل رئيسا لشورى التجمع اليمني للإصلاح والآن عضوا في مجلس الشورى. يعد من كبار وقيادات التجمع اليمني للإصلاح ومن مؤسسية في اليمن.
له عدة مؤلفات منها المطبوع المتداول، ومنها ما هو تحت الطبع، ومنه ما هو حبيس المكتبة، وهي كما يلي:

## الكتب المطبوعة
سلسلة إحياء رسالة المسجد في ثلاثة كتب .
- 1) المسجد وأثره في تربية الأجيال ومؤامرة أعداء الإسلام عليه (مطبوع).
- 2) المسجد ودوره التعليمي عبر العصور ( مطبوع).
- 3) المسجد ونشاطه الاجتماعي عبر العصور (مطبوع).
- 4) المسجد ودوره الجهادي على مدار التاريخ (تحت الطبع).
- 5) النهج المبين لشرح الأصول العشرين (مطبوع).
- 6) البيعة أحكام ومضامين (مطبوع).
- 7) الرحلات والمخيمات وأثرها الدعوي والتعليمي والتربوي (مطبوع) .
- 8) الإعلام الإسلامي في مواجهة الإعلام المعاصر (مطبوع) .
- 9) عنصر القوة في تحقيق ركن الأخوة (مطبوع) .

## كتب ومؤلفات أخرى حبيسة المكتبة وهي
1) النشاط الطلابي وأثره في تربية الناشئة
2) الفقه ومجهود علماء تهامة اليمن في تدوينه وتصنيف علومه في مجلدين
3) علم الحديث في اليمن والعناية اليمانية بصحيح البخاري وتراجم رجال إسناده ( القسم الأول مطبوع والثاني تحت الطبع )
كتب تحت الإعداد والتأليف
1) الأمل في تحقيق ركن العمل للإمام البنا
2) فقه رأس مدرسة الفقه اليمانية ( طاووس اليماني) .
أبحاث ودراسات نشرت
1) (إبداعات ابن المقري الفقهية من خلال رسالته الركاز المخمس في أوجه الماء المشمس ) نشر في مجلة جامعة صنعاء للقانون والدراسات الإسلامية .
2) حلقات صحيح البخاري وحكم إقامتها في شهر رجب نشر في مجلة جامعة العلوم والتكنولوجيا .
3) (مدرسة الفقه الزبيدية وصلاتها ببلاد الحجاز والشام والعراق) قدم في مؤتمر زبيد في جامعة الحديدة .
4) (الأحكام الفقهية ذات العلاقة بالطفل من الميلاد إلى السنة السادسة) نشر في مجلة كلية التربية – صنعاء- .